# Георги Хадживълков
Георги Николаев Хадживълков (Хадживълкович) е български възрожденски просветен деец от Македония.

## Биография
Роден е в град Банско, тогава в Османската империя. Поодпомага издаването на Галерея из Монтионовски премии за добродетел, превел С. Радулов (1857). От същата година до 1863 година преподава в Браила. Подарява едно годишно течение на вестник „Българска пчела“ на училището в Банско през 1863 година.